# 超速バギー
超速バギー（ちょうそくバギー）は、吉本興業大阪本部に所属する日本のお笑いトリオ。2021年結成。

## メンバー
明里 洋輔（あかり ようすけ、1990年3月1日（35歳） - ）。
大阪府出身。身長174cm。
NSC大阪校32期出身で、相方2人より3年後輩。
趣味はシルバーアクセサリー作成、漫画、絵。特技は水墨画、絵、恋愛心理学。

アキラ（本名：岡西 暁〈おかにし あきら〉1983年6月11日（42歳） - ）。
大阪府出身。身長167cm、血液型A型。
NSC大阪校29期出身。
英語が話せる。2021年5月5日から同年9月4日まで、自身のTwitterアカウントにて英語を用いながらツイートしていた。
趣味は野球、レゲエ、バイク、ギャンブル。

ハマムラ（旧芸名：ハマチ、本名：濵村 幸生〈はまむら ゆきお〉1987年9月8日（37歳） - ）。
兵庫県出身。身長177cm。
NSC大阪校29期出身。
好きな食べ物はペヤングとポリッピー。
趣味はバイク、ツーリング、車、映画鑑賞、ギャンブル。特技は車の車庫入れ。
トリオ結成以前は幼なじみで同期のOKI（現在ファンクラブにゃんちー）とコンビ「雷鳴」を組んでいたが、2020年12月17日を以て解散。
2023年3月、引越しに伴いマイナンバーカードを更新するため役所へ行ったところ、自身のiPhoneで濵村の"濵"の漢字が出なかったため戸籍の苗字を変更させられかけるも色々考えた挙句、一歩踏み止まった（※実際はiPhoneでも"濵"の漢字は登録されている）。

## 概要・略歴
- 2022年12月31日、「ZAZA大晦日企画〜来年はマンゲキへ！ネクスト芸人　大ネタライブ」第3部で優勝。その優勝特典として、2023年2月4日に単独ライブ「超速バギーの60分」を開催[2]。
- 2024年4月7日「堂山お笑いダイアゴナル  2024」で優勝。賞金20万円獲得する。
- 2024年10月5日に行われたグランドバトルの結果を持って、よしもと漫才劇場のメンバー入りを果たした。

## 出演

### テレビ
- 水曜日のダウンタウン（TBSテレビ）「30-1グランプリ」2023年4月12日